# J. A. Happ
James Anthony Happ (né le 19 octobre 1982 à Spring Valley, Illinois, États-Unis) est un ancien lanceur gaucher de la Ligue majeure de baseball. 

## Carrière

### Phillies de Philadelphie
Après des études secondaires à la St. Bede Academy High School de Peru (Illinois), J. A. Happ suit des études supérieures à l'Université Northwestern où il porte les couleurs des Northwestern Wildcats de 2002 à 2004.
Happ est repêché le 7 juin 2004 par les Phillies de Philadelphie au troisième tour de sélection.
Il fait ses débuts en Ligue majeure le 30 juin 2007, quand il lance quatre manches pour les Phillies contre les Mets de New York avant de reprendre le chemin des ligues mineures.
En 2008, il est rappelé par Philadelphie durant l'été puis lance à nouveau dans les grandes ligues en septembre, alors que les équipes du baseball augmentent leurs effectifs à 40 joueurs pour le dernier droit de la saison régulière. Happ effectue quatre départs et quatre présences en relève et remporte sa première victoire dans les majeures le 17 septembre face aux Braves d'Atlanta. Il fait une présence en Série de championnat de la Ligue nationale de baseball 2008 contre les Dodgers de Los Angeles et fait partie de l'équipe des Phillies championne de la Série mondiale 2008.
En 2009, J. A. Happ fait partie de la rotation de lanceurs partants des Phillies. Il remporte 13 victoires en 18 décisions à sa saison recrue et termine 2e au vote pour la recrue de l'année de la Ligue nationale.

### Astros de Houston
Le 29 juillet 2010, Happ et deux joueurs des ligues mineures (le voltigeur Anthony Gose et l'avant-champ Jonathan Villar) passent aux Astros de Houston en retour du lanceur Roy Oswalt. Il termine la saison avec une fiche de 6-4 et une moyenne de points mérités de 3,40 en seize sorties, toutes comme lanceur partant. 
En 2011, Happ présente un dossier de 6-15 en 28 départs avec une moyenne de points mérités de 5,35.

### Blue Jays de Toronto
Le 20 juillet 2012, les Astros échangent le lanceur gaucher J. A. Happ et les droitiers Brandon Lyon et David Carpenter aux Blue Jays de Toronto en retour de sept joueurs. Houston fait l'acquisition du releveur Francisco Cordero, du voltigeur Ben Francisco et de cinq athlètes évoluant en ligues mineures : le lanceur gaucher David Rollins, les droitiers Asher Wojciechowski, Kevin Comer et Joe Musgrove, et le receveur Carlos Pérez. Happ effectue six départs et ajoute quatre présences en relève pour les Blue Jays dans les dernières semaines du calendrier régulier. Sa moyenne s'élève à 4,69 avec trois victoires et deux défaites. Il termine la saison avec 10 gains, 11 revers et une moyenne de points mérités de 4,79 en 144 manches et deux tiers lancées.
Le 7 mai 2013, lors d'une visite des Jays aux Rays de Tampa Bay, Happ est atteint à la tempe par une balle frappée en flèche par Desmond Jennings. Il s'écroule au monticule et demeure allongé plusieurs minutes avant d'être amené hors du terrain sur un brancart puis transporté à l'hôpital. Il a subi une contusion à la tête et une lacération à l'oreille gauche et obtient son congé de l'hôpital le lendemain,.

### Mariners de Seattle
Le 3 décembre 2014, les Blue Jays échangent Happ aux Mariners de Seattle pour le voltigeur Michael Saunders.
En 21 matchs, dont 20 départs, Happ affiche pour Seattle une moyenne de points mérités de 4,64 en 108 manches et deux tiers lancées, avec 4 victoires et 6 défaites.

### Pirates de Pittsburgh
Le 31 juillet 2015, les Mariners échangent Happ aux Pirates de Pittsburgh contre le lanceur droitier des ligues mineures Adrian Sampson.
Happ brille en 11 départs à Pittsburgh, n'accordant que 13 points mérités en 63 manches et un tiers, pour une moyenne de 1,85. Il enregistre 69 retraits sur des prises, remporte 7 victoires et ne subit que deux défaites. 
Il termine ainsi 2015 avec une fiche de 11-8 et une moyenne de points mérités de 3,61 en 172 manches lancées au total pour Seattle et Pittsburgh.

### Retour à Toronto
Le 27 novembre 2015, Happ retourne chez les Blue Jays de Toronto, avec qui il signe un contrat de 36 millions de dollars pour 3 saisons.
En 195 manches lancées lors de 32 départs en 2016, Happ maintient une moyenne de points mérités de 3,18. Il remporte 20 matchs contre seulement 4 défaites. Il termine 6e du vote annuel désignant le vainqueur du trophée Cy Young du meilleur lanceur de la Ligue américaine.